# Ethics
Ethics: An International Journal of Social, Political, and Legal Philosophy è una rivista accademica sottoposta a revisione paritaria che tratta di etica, filosofia morale, filosofia del diritto, filosofia politica da una varietà di prospettive intellettuali, tra cui il diritto e l'economia. Fondata nel 1890 con il nome di International Journal of Ethics, fu rinominata nel 1938 e pubblicata dalla University of Chicago Press a partire dal 1923. Pubblica sia articoli teorici che applicazioni della teoria a questioni morali contemporanee, nonché saggi storici, purché abbiano implicazioni significative per la teoria contemporanea. La rivista pubblica anche saggi di recensione, articoli di discussione e recensioni di libri. La rivista utilizza un processo di revisione a triplo cieco.
Secondo il Journal Citation Reports, nel 2019 la rivista ha ricevuto un fattore di impatto pari a 1,892.

## Storia
Ethics è l'erede legittimo e la continuazione diretta dell'International Journal of Ethics, fondato nell'ottobre 1890. Il suo primo volume includeva contributi di molti importanti filosofi morali, tra cui i pragmatisti John Dewey e William James, gli idealisti Bernard Bosanquet e Josiah Royce e l'utilitarista Henry Sidgwick.
La rivista fu fondata dai leader del movimento umanista Ethical Movement, in particolare da Felix Adler, che era coinvolto nell'American Ethical Union, ma anche dai suoi omologhi umanisti della British Ethical Union, come Stanton Coit, John Stuart Mackenzie e J.H. Muirhead, nell'ambito di un comitato editoriale che comprendeva anche filosofi di Parigi, Berlino e Praga. Il primo direttore della rivista fu S. Burns Weston, che riunì un comitato editoriale internazionale.
Fin dal primo numero, pubblicato nell'ottobre 1890, la rivista pubblicò articoli sull'etica, discussioni e recensioni di libri. Svolgeva anche un'altra funzione, quella di riferire sulle attività delle società di cultura etica di tutto il mondo. Ne sono esempi la “recensione” del 1891 che riassumeva la relazione annuale della Workingman's School gestita dalla New York Ethical Societyok review" summarizing the annual report of the Workingman's School that was being operated by the New York Ethical Society e la relazione e il commento di Jane Addams del 1898 sulla sua opera riformista alla Hull House di Chicago.
Nel 1914, James Hayden Tufts divenne direttore della rivista e assunse John Dewey come vicedirettore. Sotto la sua guida, la rivista si allontanò gradualmente dall'Ethical Culture Movement e divenne una delle principali riviste di filosofia. Nel 1923 fu venduta alla University of Chicago Press.
Thomas Vernor Smith divenne direttore della rivista nel 1932 e coinvolse diversi nuovi membri nel comitato editoriale, tra cui Herbert James Paton, Ralph Barton Perry e W.D. Ross.
Durante la direzione di Brian Barry nel 1979, la rivista divenne più interdisciplinare e tornò ad avere un carattere internazionale, mentre il comitato editoriale crebbe fino a raggiungere i cinquantadue membri. Nel 1991 il caporedattore Gerald Dworkin introdusse un processo di revisione a doppio cieco. Nel 2017, l'allora caporedattore, Henry S. Richardson creò un processo di revisione in cui nessuno dei redattori viene a conoscenza dei nomi degli autori fino a quando non viene presa la decisione finale sui loro contributi. Nel 2018, Julia L Driver e Connie S. Rosati sono diventate co-redattrici della rivista, le prime donne a ricoprire questo ruolo nella sua storia. Nel 2024, Douglas W. Portmore è diventato l'attuale redattore di ETHICS.

## Capiredattori
- S. Burns Weston (redattore fondatore)
- Frank Thilly (co-redattore con Weston)
- James Hayden Tufts
- Thomas Vernor Smith
- Charner Marquis Perry
- Charles Wegener
- Warner Wick
- Brian Barry
- Gerald Dworkin
- John Deigh (1997-2008)[9]
- Henry S. Richardson (2008-2018)
- Julia L Driver e Connie S. Rosati (2018-2023)
- Douglas W. Portmore (2024-)

## Articoli notevoli
- Joshua Cohen, An Epistemic Conception of Democracy, in Ethics, vol. 97, n. 1, October 1986,  pp. 26–38, DOI:10.1086/292815.
- Iris Young, Polity and Group Difference: A Critique of the Ideal of Universal Citizenship, in Ethics, vol. 99, n. 2, January 1989,  pp. 250–274, DOI:10.1086/293065.
- Will Kymlicka, Liberal Individualism and Liberal Neutrality, in Ethics, vol. 99, n. 4, July 1989,  pp. 883–905, DOI:10.1086/293125.
- Allen Buchanan, Assessing the Communitarian Critique of Liberalism, in Ethics, vol. 99, n. 4, October 1992,  pp. 48–75.
- Thomas Pogge, Cosmopolitanism and Sovereignty, in Ethics, vol. 97, n. 1, October 1992,  pp. 48–75, DOI:10.1086/293470.
- David Miller, Distributive Justice: What the People Think, in Ethics, vol. 102, n. 3, aprile 1992,  pp. 555–593, DOI:10.1086/293425.
- William Galston, Two Concepts of Liberalism, in Ethics, vol. 105, n. 3, ottobre 1986,  pp. 516–534, DOI:10.1086/293725.
- Katen Jones, Trust as an Affective Attitude, in Ethics, vol. 107, n. 1, October 1986,  pp. 4–25, DOI:10.1086/233694.
- Anna Stilz, Nations, States, and Territories, in Ethics, vol. 121, n. 3, April 2011,  pp. 572–601, DOI:10.1086/658937.
- Elizabeth Barnes, Valuing Disability, Causing Disability, in Ethics, vol. 125, ottobre 2014,  pp. 88–113, DOI:10.1086/677021.
- Katharine Jenkins, Amelioration and Inclusion: Gender Identity and the Concept of Woman, in Ethics, vol. 126, n. 2, January 2016,  pp. 394–421, DOI:10.1086/683535.